# Taça Brasil de Futebol de 1907
Taça Brasil de Futebol foi um troféu ofertado pelo presidente da República do Brasil e disputado entre a Seleção Carioca, que representava o antigo Distrito Federal, e a Seleção Paulista, valendo o título de Campeão Brasileiro, conforme denominado pelos jornais da época.
A Liga Metropolitana de Futebol, fundada em 21 de maio de 1905, foi a primeira entidade a cogitar da realização do campeonato brasileiro de Futebol sob a direção da Liga Metropolitana, fundada na capital da Republica, por iniciativa do “Football and Athletic Club”. Presidente, Francis H. Walter; vice-presidente, R.A. Brooking; secretário, J. Rocha Gomes; tesoureiro, Antonio Pinto. O Campeonato do Rio de Janeiro vai ser disputado pelos clubes da 1ª divisão para a conquista da Taça Casa Colombo. Ao campeonato dos segundos “teams” só poderão concorrer os clubes da 1ª divisão. Constitue premio desta prova a Taça Caxambu. A Liga, em assembléia de 11 de fevereiro estabeleceu o Campeonato Brasileiro de Futebol. A esse campeonato só poderão concorrer as Ligas dos Estados da República reconhecidas pela Liga Metropolitana. No campeonato brasileiro as Ligas se farão representar por um “scratchteam”. O premio do Campeonato Brasileiro de Futebol é de oferta do exmo. Sr. Presidente da República e consta de riquíssima Taça denominada “Brazil”. O primeiro campeonato brasileiro se realizará na Capital da República e os demais na do Estado que for seu vencedor.
No começo de 1907, a entidade máxima da capital da Republica, então Liga Metropolitana de Futebol, passou a denominar-se Liga Metropolitana de Esportes Terrestres. Logo que tomou esta denominação, a entidade carioca reconheceu - é o que rezam os documentos da época - a Liga Paulista de Futebol, como suprema dirigente dos esportes em São Paulo.
Em 23 de julho de 1907, informava a imprensa de São Paulo que a Liga havia sido solicitada, por parte da Metropolitana, o seu apoio para a constituição de um Campeonato Brasileiro de Futebol, que seria disputado entre os selecionados carioca e paulista. Após a troca de idéias entre os interessados, esse campeonato foi levado a efeito, tendo sido disputada a Taça Brazil, oferta do sr. Afonso Pena Presidente da Republica. Na época o futebol restringia-se apenas a estes dois centros Rio e São Paulo e qualquer campeonato nacional que se pensasse seria restrito a estas duas cidades, apesar da Cidade de Salvador já possuir um campeonato organizado.
Conforme o jornalista Mário Filho (1946):
Citação: "Quando alguém tenta escrever a história do Campeonato Brasileiro de Football começa, geralmente, citando o Torneio de Seleção de 22 [Campeonato Brasileiro de Seleções Estaduais]. Antes, muito antes, a expressão campeonato brasileiro fora usada. Vamos encontrá-la já em 7, em um ofício enviado pela Liga Metropolitana de Esportes Terrestres à Liga Paulista de Football para um Campeonato Brasileiro. Campeonato Brasileiro era um título pomposo, talvez pomposo de mais, para um Rio-São Paulo. Ainda não se descobrira, porém, o football de outros Estados. Assim, a denominação não pareceu exagerada."
Não possui relações diretas com a Taça Brasil entre clubes, disputada de 1959 a 1968.

## Participantes
A seleção de São Paulo foi representada por jogadores de clubes da Liga Paulista, assim como a seleção do Distrito Federal foi representada por clubes da Liga Metropolitana
| Jogador          | Equipe        |
| ---------------- | ------------- |
| Tutu             | Paulistano    |
| Walter Jeffery   | Paulistano    |
| I. Rittscher     | Germânia      |
| Tommy            | Paulistano    |
| Thiele           | Germânia      |
| Argemiro         | Internacional |
| Gerhardt         | Germânia      |
| Einfurher        | Internacional |
| Leônidas         | Internacional |
| Aquino           | Americano     |
| Oscar de Andrade | Americano     |
| Colston          | Internacional |
| H. Ruffin        | Americano     |

| Jogador           | Equipe        |
| ----------------- | ------------- |
| Waterman          | Fluminense    |
| Riether           | Fluminense    |
| Robinson          | Paissandu     |
| Pullen            | Paissandu     |
| Leal              | Fluminense    |
| Rob               | Paissandu     |
| V. Etcheharay     | Fluminense    |
| Mutzembecker      | Internacional |
| A. Werneck        | Paissandu     |
| Wood              | Fluminense    |
| Oswaldo Gomes     | Fluminense    |
| Wilding           | Internacional |
| Oscar Cox         | Fluminense    |
| Emilio Etcheharay | Fluminense    |
| Waymar            | Paissandu     |
| Felis Frias       | Fluminense    |

## Primeiro Jogo
| 25 de setembro | São Paulo                                      | 4 - 1 | Distrito Federal | Campo da Rua Paysandu |
|                | Leônidas · Oscar de Andrade · Aquino · Colston |       | Oswaldo Gomes    |                       |

São Paulo : Tutu, Tommy e William Jeffery, Thiele, Argemiro e Gerhardt, Einfurher, Leônidas, Aquino, Oscar de Andrade e Colston 

Distrito Federal : Waterman, Riether e Pullen, Mutzembecker, A. Werneck e Wood, Oswaldo Gomes, Wilding, Oscar Cox, Emilio Etchegaray e Waymar

## Segundo Jogo
| 12 de outubro | Distrito Federal | 0 - 1 | São Paulo | Velódromo de São Paulo |
|               |                  |       | Leônidas  |                        |

São Paulo : Tutu, I. Rittscher e William Jeffery, Thiele, Argemiro e Gerhardt, Einfurher, Leônidas, Aquino, Oscar de Andrade e H. Ruffin 

Distrito Federal : Waterman, Robinson, V. Etcheharay, Mutzembecker, Pullen e Leal, Rob, Oswaldo Gomes, Oscar Cox, Emilio Etchegaray e Felix Frias

## Artilharia
2 Gols
- Leônidas (São Paulo)

1 Gol
- Oscar de Andrade (São Paulo)
- Aquino (São Paulo)
- Colston (São Paulo)
- Oswaldo Gomes (Distrito Federal)

## Premiação
| TAÇA BRASIL DE 1907   |
| --------------------- |
| SÃO PAULO (1º título) |